# Puntate di MythBusters (tredicesima stagione)
La tredicesima stagione del programma televisivo MythBusters, è trasmessa negli Stati Uniti dal canale Discovery Channel; la prima parte della stagione, composta da sei episodi, è andata in onda dal 10 gennaio 2015 al 14 febbraio 2015, la seconda parte, di otto episodi, è invece trasmessa a partire dal 18 luglio 2015. In Italia, la stagione è invece trasmessa dalla versione italiana di Discovery Channel a partire dal 21 maggio 2015.
Questa è la prima stagione, da quando sono apparsi nel programma, senza Kari Byron, Tory Belleci e Grant Imahara; Jamie e Adam sono ora gli unici sfatatori del programma. Inoltre, la sequenza di apertura tipica delle precedenti dodici stagione è stata sostituita da una nuova e nel programma sono state introdotte delle etichette con informazioni relative ai miti in sperimentazione. 
| nº | Titolo originale                 | Titolo italiano                    | Prima TV USA     | Prima TV Italia |
| -- | -------------------------------- | ---------------------------------- | ---------------- | --------------- |
| 1  | The Simpsons Special             |                                    | 10 gennaio 2015  |                 |
| 2  | The Busters of the Lost Myths    | Miti perduti                       | 17 gennaio 2015  | 21 maggio 2015  |
| 3  | The A-Team Special               | Speciale A-Team                    | 24 gennaio 2015  | 25 giugno 2015  |
| 4  | Video Games Special              | Video Game                         | 31 gennaio 2015  | 18 giugno 2015  |
| 5  | Transformers                     | Transformers                       | 7 febbraio 2015  |                 |
| 6  | San Francisco Drift              | A spasso per San Francisco         | 14 febbraio 2015 | 4 giugno 2015   |
| 7  | Blow It Out the Water            | Speciale Breaking Bad              | 18 luglio 2015   |                 |
| 8  | Flights of Fantasy               | Voli di fantasia                   | 25 luglio 2015   |                 |
| 9  | Accidental Ammo                  | Fuoco amico                        | 1º agosto 2015   | 28 maggio 2015  |
| 10 | Dangerous Driving                | Guida pericolosa                   | 8 agosto 2015    |                 |
| 11 | Supernatural Shooters            | Tiratori di Hollywood              | 15 agosto 2015   | 11 giugno 2015  |
| 12 | Unfinished Business              |                                    | 22 agosto 2015   |                 |
| 13 | MythBusters vs. Jaws             |                                    | 29 agosto 2015   |                 |
| 14 | Star Wars: The Myths Strike Back | Star Wars: il mito colpisce ancora | 5 settembre 2015 |                 |